# Václav Jansa
Václav Jansa (22. října 1859 Slatinice  – 29. června 1913 Černošice) byl český malíř, krajinář a ilustrátor. Významné jsou jeho akvarely zachycující starou Prahu.

## Život
Narodil se v dnes zaniklé obci Slatinice (německy Deutsch Zlatnik) v rodině pastýře (Schaffer) Václava Janseho a jeho manželky Marie, rozené Holubové. Jeho rodiče zaměstnal hrabě Herberstein na svém dvoře, proto se rodina přestěhovala do Solan u Lovosic. Zde se Jansa vyučil na kupce, později byl zaměstnán jako písař u advokáta v Lovosicích. Přitom se věnoval své zálibě, kreslení a malování. Kvůli studiu pak odjel do Prahy.
V roce 1881 byl přijat na Akademii výtvarných umění v Praze a z ní později přestoupil na akademii ve Vídni. Původně se chtěl věnovat figurální malbě. Za obraz Mojžíš na hoře Sinai získal Fügerovu cenu. V roce 1891 se vrátil do Prahy.
Václav Jansa hodně cestoval a oblíbil si malbu krajin. Maloval hlavně jižní Čechy a také Krkonoše. Ze zahraničních cest do Dalmácie a na Riviéru se dochovaly náladové obrázky moře a míst na pobřeží.
Od roku 1893 probíhala asanace historických čtvrtí Prahy pražského ghetta a částí Starého a Nového Města.
V témže roce byla ustavena Komise pro soupis stavebních, uměleckých a historických památek královského hlavního města Prahy, jejímž úkolem bylo provedení soupisu památek a dokumentace domů a ulic určených k asanaci. Fotograf Jindřich Eckert pořídil v době svého členství v komisi (1894–1898) 40 nových snímků a zapůjčil 500 fotografií z předchozích dvaceti let své tvorby. Spolek výtvarných umělců Mánes inicioval pořízení akvarelových maleb vybraných partií města v asanačním pásmu. Tento úkol byl svěřen Václavu Jansovi, který v druhé polovině 90. let namaloval 150 barevných akvarelů dokumentujících zanikající části Prahy a které se staly součástí sbírek Městského muzea. Reprodukce těchto akvarelů vydal nakladatel Bedřich Kočí v albech Stará Praha.
V březnu 1896 se v Topičově salonu v Praze konala první souborná výstava jeho díla. V Rudolfinu bylo v roce 1902 vystaveno 247 akvarelů a olejomaleb staré Prahy. Byl aktivním členem Jednoty umělců výtvarných, která byla založena v roce 1898.

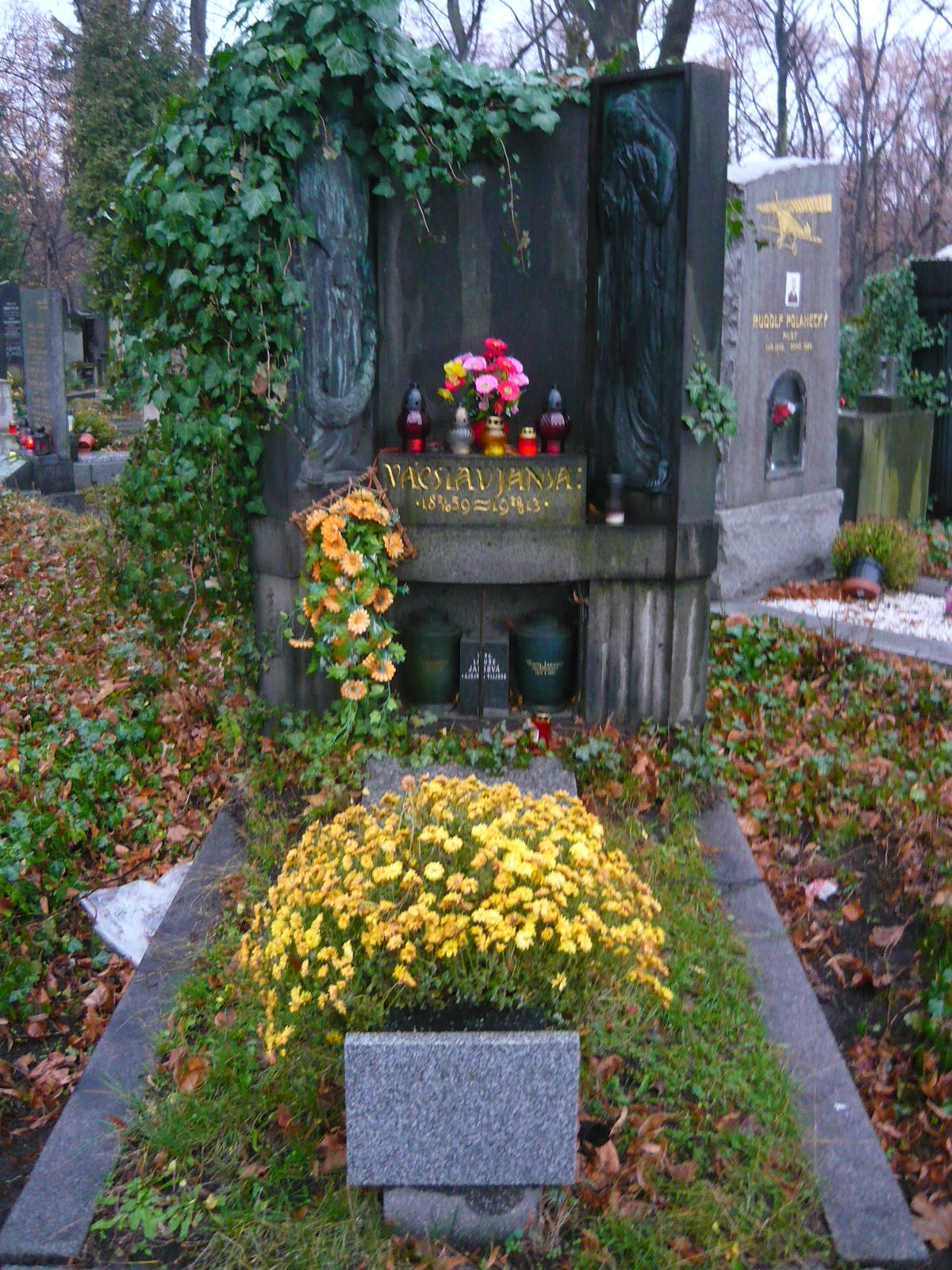
Hrob Václava Jansy na Olšanských hřbitovech

Václav Jansa zemřel ve svém domě v Černošicích 29. června 1913 ve věku 54 let. Je pohřben spolu se svou dcerou, archeoložkou Libuší Jansovou a jejím partnerem, archeologem Ivanem Borkovským na Olšanských hřbitovech v Praze.
Posmrtná výstava byla uspořádána v Rudolfinu koncem roku 1913 a v Rubešově salonu v Praze roku 1917.

### Rodinný život
Dne 16. 2. 1895 se v Písku oženil se Marií Reinerovou (1873–??). Manželé Jansovi měli dcery Věru (1900–??) a Libuši (1904–1996).

## Díla
- V letech 1894 až 1895 se podílel na malbě diorámatu Mikoláše Alše Pobití Sasíků pod Hrubou Skálou. Námětem obrazu byla epická báseň z Rukopisu královédvorského Pobití Sasíků pod Hrubou Skálou.
- V roce 1891 namaloval pro hraběte Harracha dioráma Krkonoš, umístěné do jeho pavilonu na jubilejní pražské výstavě.
- Mezi lety 1895 a 1899 vznikly jeho akvarely staré Prahy.
- Roku 1898 pomáhal Maroldovi vytvářet panoramatický obraz Bitva u Lipan.[4][3]
- V roce 1905 vytvořil pro plzeňské městské historické muzeum soubor akvarelů mizejícího města Stará Plzeň. Od roku 1957 je součástí sbírky Západočeské galerie.[9]

Díla Václava Jansy jsou např. obsažena v časopisech Světozor nebo Zlatá Praha (od roku 1891) a v desítkách knih, vydaných v letech 1894–2017.

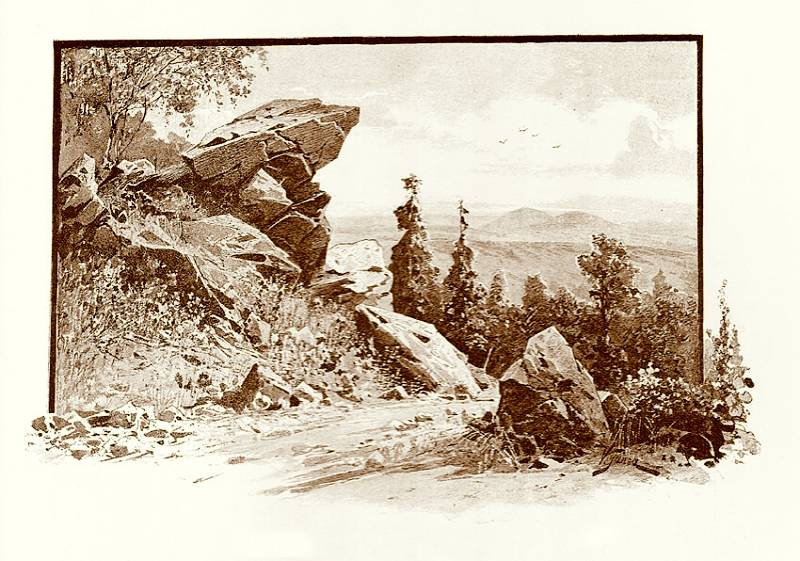
Blaník z miličínské Kalvárie
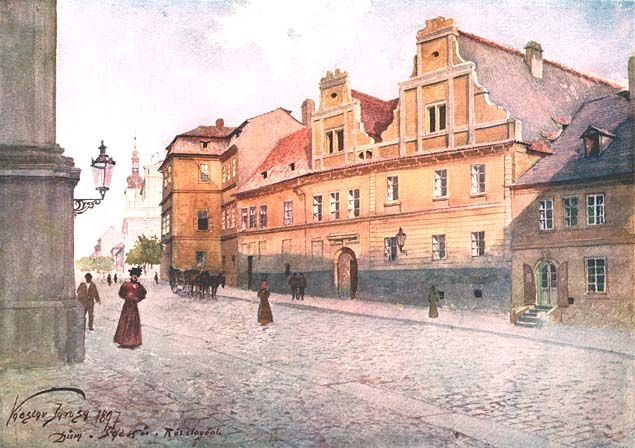
Dům U Šálků v Resslově ulici v Praze
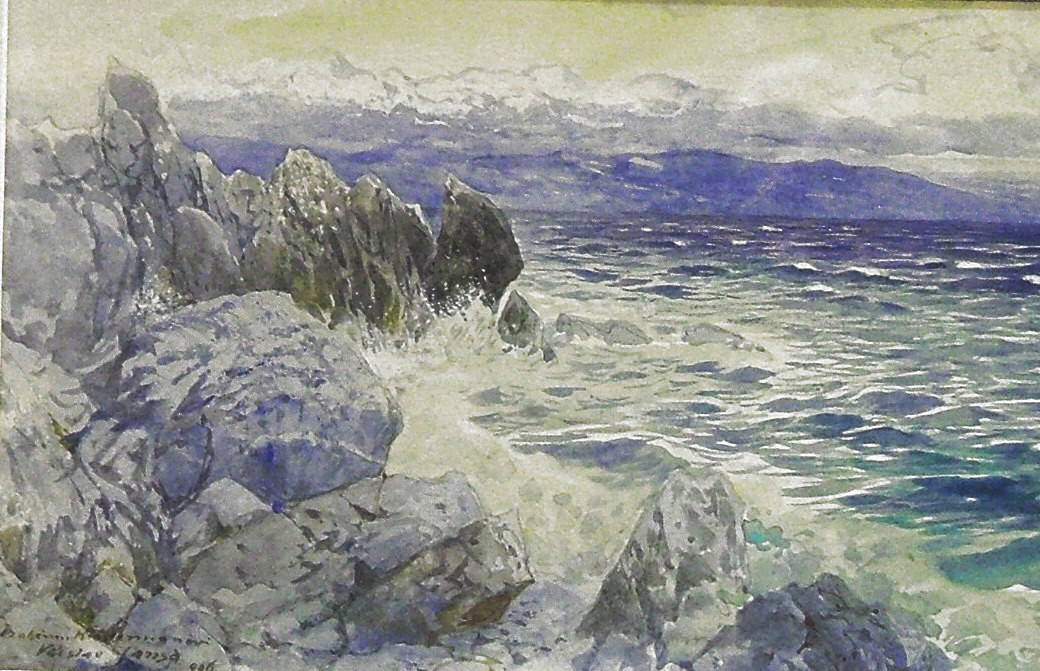
Moře
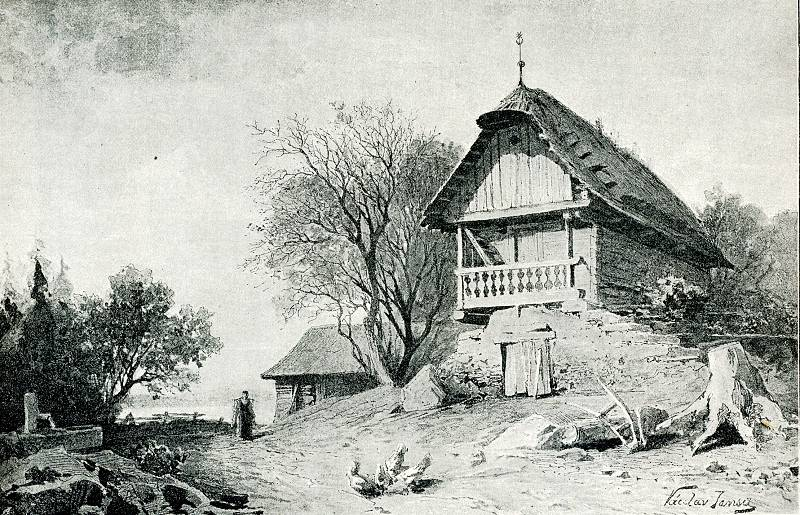
Selský dvůr v Alenině Lhotě
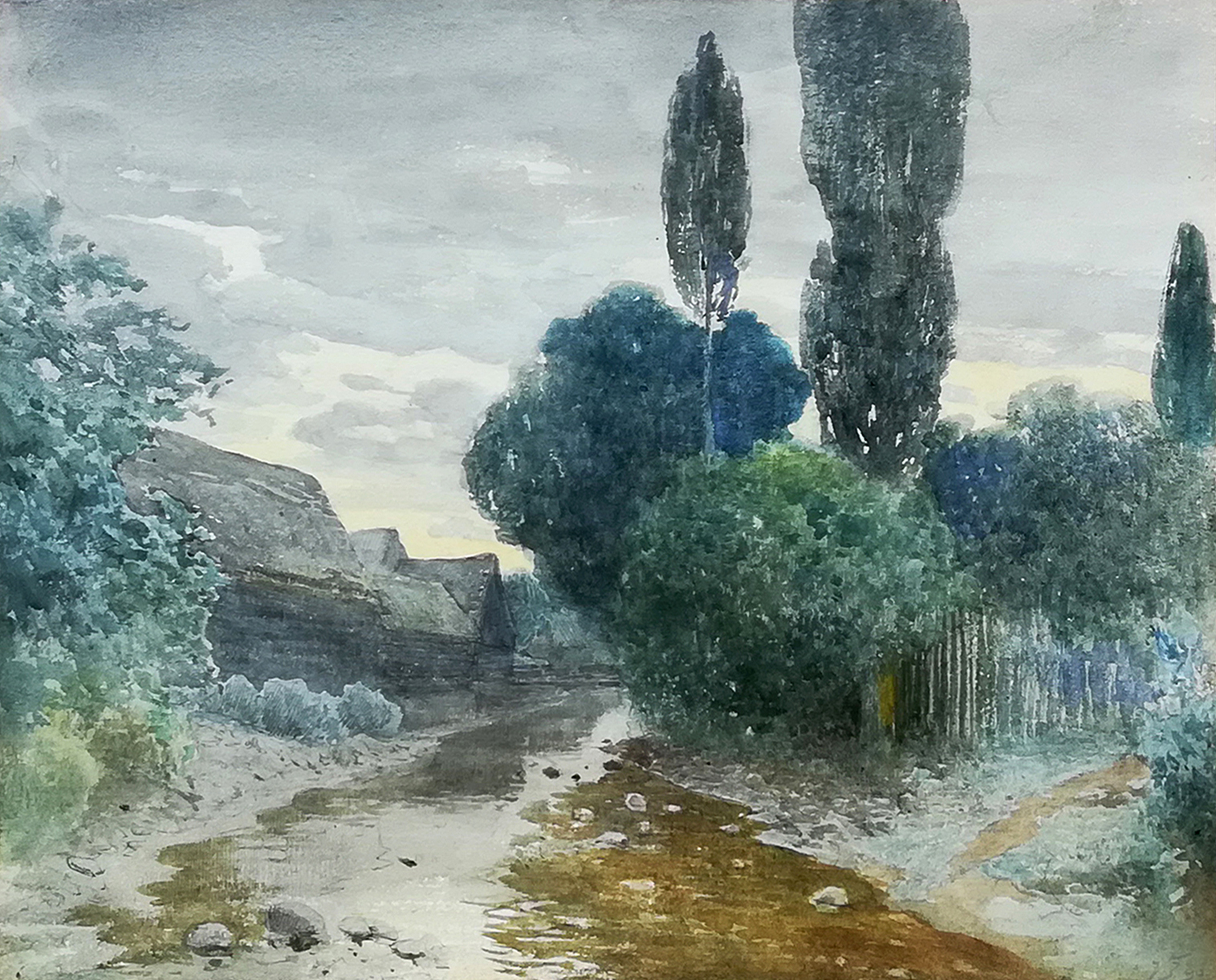
Václav Jansa - akvarel-1894